# Equació de Klein-Gordon
L' equació de Klein-Gordon  o  equació KG  deu el seu nom a Oskar Klein i Walter Gordon, i és l'equació que descriu un camp escalar lliure a teoria quàntica de camps.

## Història
L'equació de Klein-Gordon va ser proposada originalment per Erwin Schrödinger com equació per a la funció d'ona d'una partícula quàntica. No obstant això, ja que l'equació de Klein-Gordon no admetia una interpretació probabilista adequada entre altres problemes, Schrödinger va considerar més adequat passar a una versió no relativista de l'equació que és la que actualment es coneix com a equació de Schrödinger.
Més tard la funció d'ona que apareix en l'equació de Klein-Gordon seria apropiadament interpretada com la densitat d'un camp bosònic d'espín zero. Així el fet que la "densitat de probabilitat" fos negativa era interpretada com una densitat de càrrega negativa i els problemes d'interpretació com probabilitats de presència desapareixien, tot i que persistien altres dels problemes esmentats més endavant. No obstant això, dins de la teoria quàntica de camps l'equació de Klein-Gordon sí va resultar útil.

## Forma de l'equació
L'equació de Klein-Gordon per partícules en un espaitemps pla té la següent forma:

(1){\displaystyle \left[{\frac {1}{c^{2}}}{\frac {\partial ^{2}}{\partial t^{2}}}-\nabla ^{2}+{\frac {m^{2}c^{2}}{\hbar ^{2}}}\right]\phi =0}

Usant l'operador D'Alambertià {\displaystyle \Box ^{2}} i el paràmetre de massa {\displaystyle \mu \,} definits com:

{\displaystyle \Box ^{2}={\frac {1}{c^{2}}}{\frac {\partial ^{2}}{\partial t^{2}}}-\nabla ^{2}=\sum _{\nu }\partial _{\nu }\partial ^{\nu },\qquad \mu ={\frac {mc}{\hbar }}}

L'equació es pot escriure s'escriu de manera més compacta i manifestament covariant:

(2){\displaystyle \left[\Box ^{2}+\mu ^{2}\right]\phi =0}

Noteu que si es tria la mètrica amb signatura oposada, apareix un signe menys davant {\displaystyle \ \mu } en aquesta última equació.
En un espaitemps general, l'equació de Klein-Gordon es pot escriure com:

(3){\displaystyle \left[{\frac {1}{\sqrt {-g}}}{\frac {\partial }{\partial x^{\alpha }}}\left({\sqrt {-g}}g^{\alpha \beta }{\frac {\partial \phi }{\partial x^{\beta }}}\right)\right]+{\frac {m^{2}c^{2}}{\hbar ^{2}}}\phi =0}

On:
{\displaystyle G^{\alpha \beta }\,} són les components contravariantes del tensor mètric.
{\displaystyle {\sqrt {-g}}} és l'arrel quadrada del determinant canviat de signe.

## L'equació K-G en mecànica quàntica
Inicialment l'equació KG es va introduir a mecànica quàntica amb la pretensió de modelitzar l'equació de moviment per a una partícula quàntica i relativista. D'aquesta manera, es dedueix l'equació escrivint l'energia que té una partícula relativista i utilitzant la forma dels operadors Hamiltonià i moment en mecànica quàntica:

{\displaystyle E^{2}=\mathbf {p} ^{2}c^{2}+m^{2}c^{4}=\left[i\hbar {\frac {\partial }{\partial t}}\right]^{2}\quad \quad ,\quad \mathbf {p} =-i\hbar \nabla }

Hi ha diversos problemes si es tracta d'interpretar la variable dinàmica {\displaystyle \phi \,} com una funció d'ona, ja que apareixen diverses incongruències com:
- Que l'energia no estigui fitada inferiorment, cosa que donaria lloc a partícules inestables. Aquest problema d'interpretació també va ser present a l'equació de Dirac, fins que es va presentar la interpretació de les energies negatives com antipartícula s.
- La densitat de probabilitat associada a aquesta funció d'ona no és definida positiva, de manera que el quadrat de la mòdul del camp de Klein-Gordon, a diferència del que passa amb una funció d'ona ordinària, no pot ser interpretat com una probabilitat. La "densitat" conservada en l'evolució temporal és:

{\displaystyle \rho ={\frac {i\hbar i}{2mc^{2}}}\left(\phi ^{*}{\frac {\partial \phi }{\partial t}}-\phi {\frac {\partial \phi ^{*}}{\partial t}}\right)}

Que pot ser negativa, de manera que no admetia una interpretació en termes de probabilitats positives. Aquesta darrera va ser la raó de l'abandonament de l'equació de Klein-Gordon com equació viable dins de la mecànica quàntica per descriure partícules quàntiques relativistes.
- Encara que l'equació de Klein-Gordon prediu correctament el desdoblament observat dels nivells energètics dels àtoms hidrogenoides 2s i 2p, aconseguint així un millor acord qualitatiu, l'acord quantitatiu no és bo. El càlcul mitjançant l'equació de Klein-Gordon prediu que els nivells energètics {\displaystyle E_{nl}\,} de l'àtom hidrogenoide són:

{\displaystyle E_{nl}=-{\frac {R\hbar Z^{2}}{num^{2}}}\left[1+{\frac {\alpha ^{2}z^{2}}{num^{2}}}\left({\frac {n}{l+{\frac {1}{2}}}}-{\frac {3}{4}}\right)+\dots \right]}

El primer terme de l'expressió anterior coincideix amb el predit per l'equació de Schrödinger, però el segon és unes tres vegades més grans que el valor observat, i correctament predit per l'equació de Dirac.
- Finalment, l'equació de Klein-Gordon tampoc té en compte adequadament l'spin de certes partícules, de manera que no podia representar adequadament partícules com els electrons que tenen espín 1/2.

## L'equació KG en teoria quàntica de camps
En teoria quàntica de camps l'objecte fonamental no és la funció d'ona sinó el mateix estat físic del buit o espaitemps. Els camps físics i les partícules materials es conceben en aquest enfocament com operadors autoadjunts definits sobre el conjunt d'estats de l'espaitemps. La presència de camp en una determinada regió de l'espaitemps comporta que hi ha un operador autoadjunt associat a un camp d'aquesta regió. En aquest nou enfocament, la variable l'operador quàntic associat a la variable {\displaystyle \phi \,} és un camp, que no necessita donar lloc a una densitat de probabilitat positiva. De fet, en el formalisme de la mecànica quàntica de camps, el camp de Klein-Gordon descriu un tipus de camp que tractat mitjançant la quantització canònica descriu un camp escalar amb càrrega elèctrica de spin 0 (bosó), per exemple: els mesons π poden ser descrits mitjançant l'equació KG. Per descriure camps de spin 1/2 es fa servir l'equació de Dirac.
La descripció d'un camp en teoria quàntica de camps part d'una certa densitat lagrangiana que a partir del principi de mínima acció proporciona l'equació de moviment que defineix la seva evolució temporal. La densitat de Lagrange de la qual es deriva l'equació de Klein-Gordon variant l'acció o mitjançant les equacions d'Euler-Lagrange és

{\displaystyle {\mathcal {L}}=\partial _{\mu }\phi \partial ^{\mu }\phi -\mu ^{2}\phi ^{2}}

On el camp és real. En aquest cas la partícula que sorgeix com excitació d'aquest camp no té càrrega i la seva antipartícula és ella mateixa. Per descriure una partícula escalar amb càrrega, i la seva antipartícula, la densitat lagrangiana es pren com:

{\displaystyle {\mathcal {L}}=\partial _{\mu }\phi \partial ^{\mu }\phi ^{*}-\mu ^{2}\phi ^{*}\phi }

S'obté llavors una equació de Klein-Gordon per {\displaystyle \ \phi } i una altra per al seu complex conjugat {\displaystyle \phi ^{*}\,}.

### Solució general
Es pot fer un desenvolupament en ones planes i la solució general per a un camp real de Klein-Gordon és llavors

{\displaystyle {\hat {\phi }}\left(\mathbf {x} ,t\right)=\int {\frac {d^{3}\mathbf {p} }{(2\pi )^{3}}}{\frac {1}{\sqrt {2E_{\mathbf {p} }}}}\left({\hat {a}}_{\mathbf {p} }i^{-{\frac {i}{\hbar }}E_{\mathbf {p} }t}i^{{\frac {i}{\hbar }}\mathbf {p} \mathbf {x} }+{\hat {a}}_{\mathbf {p} }^{\ddagger }i^{{\frac {i}{\hbar }}E_{\mathbf {p} }t}i^{-{\frac {i}{\hbar }}\mathbf {p} \mathbf {x} }\right)}

Estant relacionada l'energia amb la massa i el trimoment mitjançant la relació de dispersió

{\displaystyle E_{\mathbf {p} }^{2}=\mathbf {p} ^{2}c^{2}+m^{2}c^{4}}

On {\displaystyle {\hat {a}}} i {\displaystyle {\hat {a}}^{\ddagger }} són els coeficients del desenvolupament, i un cop efectuada la segona quantització es converteixen a operadors de creació i destrucció de les partícules bosònica del camp, que de fet són formalment similars als operadors creació i destrucció que intervenen en l'oscil·lador harmònic quàntic. És llavors quan es posa de manifest el caràcter bosó de l'equació de Klein-Gordon, i es pot fer la interpretació del camp {\displaystyle {\hat {\phi }}} com un conjunt d'infinits oscil·ladors harmònics quàntics desacoblats.